# Mahdí Taremí
Mahdí Taremí Piranšahrizádeh (* 18. července 1992 Búšehr) je íránský profesionální fotbalista, který hraje na pozici útočníka za italský klub Inter Milán a za íránský národní tým.

## Klubová kariéra
Taremí se narodil v Búšehru a fotbal začal hrát v místních klubech Iranjavan a Šahin Búšehr. Mezi lety 2014 a 2018 hrál za íránský Persepolis, v jehož dresu se stal dvakrát nejlepším střelcem íránské nejvyšší soutěže (2015/16 a 2016/17). Následně odehrál jednu sezónu v katarském klubu Al-Gharafa a v létě 2019 přestoupil do portugalského Ria Ave, ve kterém strávil jeden rok v Primeira Lize a s 18 brankami se stal nejlepším střelcem portugalské nejvyšší soutěže. V roce 2020 pak přestoupil do Porta. V létě 2024 přestoupil jako volný hráč do italského klubu FC Inter Milán.

## Reprezentační kariéra
Taremí debutoval v íránské reprezentaci v roce 2015. Zahrál si na Mistrovství světa 2018 a 2022.
Na katarském šampionátu dvakrát skóroval v úvodním zápase proti Anglii, nicméně nedokázal zabránit prohře 2:6.

## Statistiky

### Klubové
K 20. listopadu 2022
| Klub             | Sezóna  | Liga          | Liga   | Liga | Národní pohár | Národní pohár | Ligový pohár | Ligový pohár | Kontinentální poháry | Kontinentální poháry | Ostatní | Ostatní | Celkem | Celkem |
| Klub             | Sezóna  | Liga          | Zápasy | Góly | Zápasy        | Góly          | Zápasy       | Góly         | Zápasy               | Góly                 | Zápasy  | Góly    | Zápasy | Góly   |
| ---------------- | ------- | ------------- | ------ | ---- | ------------- | ------------- | ------------ | ------------ | -------------------- | -------------------- | ------- | ------- | ------ | ------ |
| Shahin Búšehr    | 2010/11 | Pro League    | 6      | 1    | 0             | 0             | —            | —            | —                    | —                    | —       | —       | 6      | 1      |
| Shahin Búšehr    | 2011/12 | Pro League    | 2      | 0    | 0             | 0             | —            | —            | —                    | —                    | —       | —       | 2      | 0      |
| Shahin Búšehr    | Celkem  | Celkem        | 8      | 1    | 0             | 0             | 0            | 0            | 0                    | 0                    | 0       | 0       | 8      | 1      |
| Iranjavan Búšehr | 2012/13 | Division 1    | —      | —    | —             | —             | —            | —            | —                    | —                    | —       | —       | —      | —      |
| Iranjavan Búšehr | 2013/14 | Division 1    | 22     | 12   | 0             | 0             | —            | —            | —                    | —                    | —       | —       | 22     | 12     |
| Iranjavan Búšehr | Celkem  | Celkem        | 22     | 12   | 0             | 0             | 0            | 0            | 0                    | 0                    | 0       | 0       | 22     | 12     |
| Persepolis       | 2014/15 | Pro League    | 26     | 7    | 4             | 0             | —            | —            | 8                    | 1                    | —       | —       | 38     | 8      |
| Persepolis       | 2015/16 | Pro League    | 25     | 16   | 2             | 2             | —            | —            | —                    | —                    | —       | —       | 27     | 18     |
| Persepolis       | 2016/17 | Pro League    | 29     | 18   | 0             | 0             | —            | —            | 8                    | 6                    | —       | —       | 37     | 24     |
| Persepolis       | 2017/18 | Pro League    | 7      | 4    | 0             | 0             | —            | —            | 2                    | 1                    | 1       | 0       | 10     | 5      |
| Persepolis       | Celkem  | Celkem        | 87     | 45   | 6             | 2             | 0            | 0            | 18                   | 8                    | 1       | 0       | 112    | 55     |
| Al-Gharafa       | 2017/18 | Stars League  | 8      | 5    | 2             | 0             | 0            | 0            | 7                    | 5                    | 1       | 1       | 18     | 11     |
| Al-Gharafa       | 2018/19 | Stars League  | 22     | 8    | 2             | 2             | 0            | 0            | 1                    | 1                    | —       | —       | 25     | 11     |
| Al-Gharafa       | Celkem  | Celkem        | 30     | 13   | 4             | 2             | 0            | 0            | 8                    | 6                    | 1       | 1       | 43     | 22     |
| Rio Ave          | 2019/20 | Primeira Liga | 30     | 18   | 4             | 2             | 3            | 1            | —                    | —                    | —       | —       | 37     | 21     |
| Porto            | 2020/21 | Primeira Liga | 34     | 16   | 6             | 5             | 1            | 0            | 6                    | 2                    | 1       | 0       | 48     | 23     |
| Porto            | 2021/22 | Primeira Liga | 32     | 20   | 6             | 3             | 1            | 1            | 9                    | 2                    | 0       | 0       | 48     | 26     |
| Porto            | 2022/23 | Primeira Liga | 13     | 6    | 0             | 0             | 0            | 0            | 5                    | 5                    | 1       | 2       | 19     | 13     |
| Porto            | Celkem  | Celkem        | 79     | 42   | 12            | 8             | 2            | 1            | 20                   | 9                    | 2       | 2       | 115    | 62     |
| Celkem           | Celkem  | Celkem        | 256    | 131  | 26            | 14            | 5            | 2            | 46                   | 23                   | 4       | 3       | 337    | 173    |

### Reprezentační
| Írán   | Írán   | Írán |
| Rok    | Zápasy | Góly |
| ------ | ------ | ---- |
| 2015   | 7      | 5    |
| 2016   | 9      | 2    |
| 2017   | 7      | 3    |
| 2018   | 12     | 3    |
| 2019   | 10     | 7    |
| 2020   | 1      | 1    |
| 2021   | 9      | 4    |
| 2022   | 6      | 5    |
| Celkem | 61     | 30   |

## Ocenění

### Klubové

#### Persepolis
- Persian Gulf Pro League: 2016/17
- Íránský superpohár: 2017

#### Al-Gharafa
- Qatari Stars Cup: 2018/19

#### Porto
- Primeira Liga: 2021/22
- Taça de Portugal: 2021/22
- Supertaça Cândido de Oliveira: 2020, 2022

### Individuální
- Íránský fotbalista roku: 2016, 2017
- Útočník sezóny Persian Gulf Pro League: 2014/15, 2015/16, 2016/17
- Nejlepší střelec Persian Gulf Pro League: 2015/16, 2016/17
- Jedenáctka sezóny Persian Gulf Pro League: 2014/15, 2015/16, 2016/17
- Jedenáctka sezóny Primeira Ligy: 2019/20,[15] 2020/21,[16] 2021/22[17]
- Nejlepší střelec Primeira Ligy: 2019/20[18]
- Hráč sezóny Rio Ave: 2019/20[19]
- Útočník měsíce Primeira Ligy: prosinec 2020,[20] leden 2021,[21] únor 2021, září 2022
- Hráč měsíce Primeira Ligy: leden 2021[22]